# Leuchar Burn
Leuchar Burn är ett vattendrag i Storbritannien.   Det ligger i riksdelen Skottland, i den norra delen av landet, 600 km norr om huvudstaden London.